# Endrosa pallens
Endrosa pallens là một loài bướm đêm thuộc phân họ Arctiinae, họ Erebidae.